# Aldo Reschigna
Aldo Reschigna (Verbania, 6 aprile 1956) è un politico italiano esponente del Partito Democratico.
Dirigente del settore terziario, è stato consigliere comunale a Verbania dal 1975 al 2008, periodo durante il quale ha ricoperto l'incarico di assessore all'Urbanistica e alle Politiche Sociali per nove anni e di sindaco per undici (dal 1993 al 2004).
Quale Sindaco di Verbania ha presieduto la rappresentanza della Conferenza dei Sindaci dell'Asl 14 ed è stato componente del Consiglio di Amministrazione del Distretto Turistico dei Laghi.
Nel 2005 è stato eletto Consigliere regionale del Piemonte nella circoscrizione del Verbano-Cusio-Ossola con la lista del Partito Democratico della Sinistra, confluito nel 2007 nel Partito Democratico.
Ha in seguito aderito al gruppo Partito Democratico costituito il 30 novembre 2007.
Il 10 giugno 2014 viene nominato Vicepresidente con delega al bilancio della Regione Piemonte nella giunta Chiamparino.